# Pustelnia św. Zozyma i Smoleńskiej Ikony Matki Bożej
Pustelnia św. Zozyma i Smoleńskiej Ikony Matki Bożej – prawosławny męski klasztor w stanicy Arsaki, w jurysdykcji eparchii aleksandrowskiej Rosyjskiego Kościoła Prawosławnego.
Według tradycji założycielem klasztoru był schimnich Zozym, przybyły z ławry Troicko-Siergijewskiej. Po jego śmierci w połowie XVIII w. wspólnota monastyczna uległa rozproszeniu i mimo kilkukrotnych prób jej reaktywacji nie wznowiła działalności. Dopiero w 1848 Zubow, właściciel miejscowej fabryki, wzniósł nad grobem Zozyma kaplicę, zaś w 1867 na miejsce to przybyli mnisi z Ławry Troicko-Siergijewskiej, tworząc monaster filialny.
Okresem rozkwitu monasteru był koniec XIX w., gdy zarządzał nim ihumen German. Pod jego kierownictwem w klasztorze przebywało ok. 100 mnichów. W 1897 w kompleksie monasterskim wzniesiony został sobór Smoleńskiej Ikony Matki Bożej (jej patronką była szczególnie czczona w monasterze ikona), rozmieszczony nad grobem pustelnika Zozyma. Później powstały również nadbramna cerkiew Wszystkich Świętych oraz cerkiew św. Sergiusza z Radoneża.
W pierwszym miesiącu po rewolucji październikowej sobór monasterski został napadnięty i rozgrabiony. Ostateczna likwidacja klasztoru nastąpiła w 1923, po śmierci ihumena Germana. Teren zdewastowanego monasteru przekazano następnie na potrzeby jednostki wojskowej. Reaktywacja wspólnoty nastąpiła w 1992.